# Ovalampis crispaticollis
Ovalampis crispaticollis is een keversoort uit de familie glimwormen (Lampyridae). De wetenschappelijke naam van de soort werd voor het eerst geldig gepubliceerd in 1898 door Fairmaire.